# سانتیاگو پنیا
سانتیاگو پنیا (انگلیسی: Santiago Peña؛ زادهٔ ۱۶ نوامبر ۱۹۷۸) سیاست‌مدار اهل پاراگوئه است. وی از ۱۵ اوت ۲۰۲۳ رئیس‌جمهور این کشور است.